# Euphausia
Euphausia är ett släkte av kräftdjur. Euphausia ingår i familjen lysräkor.

## Bildgalleri

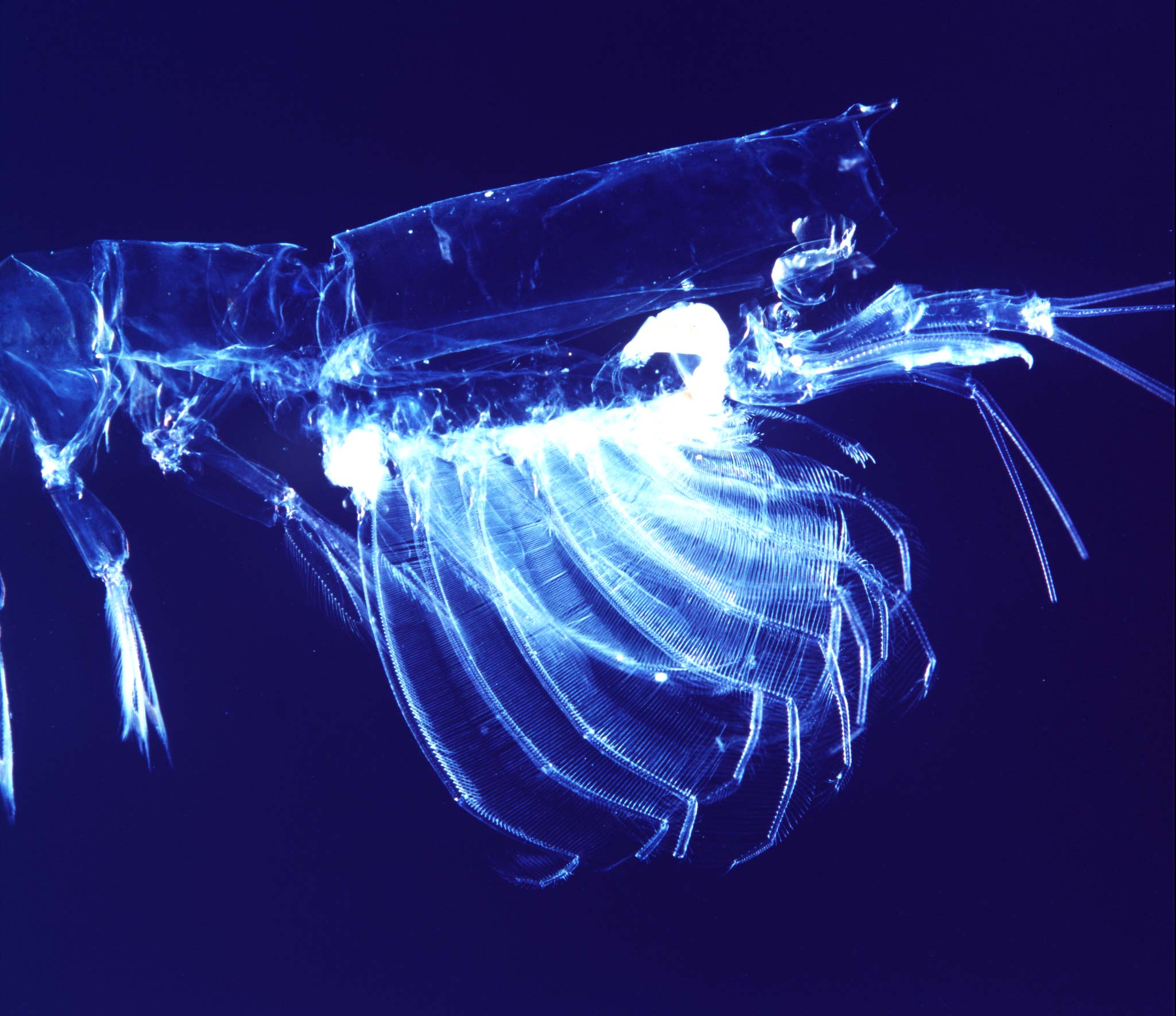

## Dottertaxa tillEuphausia, i alfabetisk ordning[1][2]
- Euphausia americana
- Euphausia brevis
- Euphausia crystallorophias
- Euphausia diomedeae
- Euphausia distinguenda
- Euphausia eximia
- Euphausia fallax
- Euphausia frigida
- Euphausia gibba
- Euphausia gibboides
- Euphausia hanseni
- Euphausia hemigibba
- Euphausia krohni
- Euphausia lamelligera
- Euphausia longirostris
- Euphausia lucens
- Euphausia mucronata
- Euphausia mutica
- Euphausia nana.
- Euphausia pacifica
- Euphausia paragibba
- Euphausia pseudogibba
- Euphausia recurva
- Euphausia sanzoi
- Euphausia sibogae
- Euphausia similis
- Euphausia spinifera
- Euphausia superba
- Euphausia tenera
- Euphausia triacantha
- Euphausia vallentini